# Роттсли, Виктор Александр, 4-й барон Роттсли
Сэр Виктор Александр Роттсли, 12-й баронет Роттсли, 4-й барон Роттсли (англ. Sir Victor Alexander Wrottesley, 12th Baronet Wrottesley, 4th Baron Wrottesley; 18 сентября 1873 — 1 сентября 1962) — британский лорд, политик.

## Биография
Третий сын Артура Роттсли, 3-го барона Роттсли, и почтенной Августы Элизабет Денисон, дочери Альберта Денисона, 1-го барона Ландсборо. Окончил 4 июня 1892 Крайст-Чёрч, с 1901 года трудился на ферме в Нью-Хаус, Эхёрст, Сассекс. В 1926 году вернулся в родовое поместье Роттсли-Холл, где прожил всю жизнь. В Палате лордов с 1910 года.
Роттсли не состоял в браке, детей у него не было. После его кончины в сентябре 1962 года титул барона перешёл к его племяннику Ричарду Джону Роттсли, 5-му барону Роттсли.